# Telchaquillo
Telchaquillo es una localidad ubicada en el municipio de Tecoh del estado mexicano de Yucatán. Tiene una altitud promedio de 12 m s. n. m. y se localiza al sur de la ciudad capital del estado, la ciudad de Mérida.

## Toponimia
El nombre (Telchaquillo) proviene del idioma maya.

## Demografía
Según el censo de 2005 realizado por el INEGI, la población de la localidad era de 1347 habitantes, de los cuales 643 eran hombres y 704 eran mujeres.
| 193                         | 219 | 365 | 429 | 519 | 417 | 561 | 747 | 775 | 1135 | 1258 | 1266 | 1347 |
| (Fuente: INEGI [Consultar]) |     |     |     |     |     |     |     |     |      |      |      |      |

## Galería

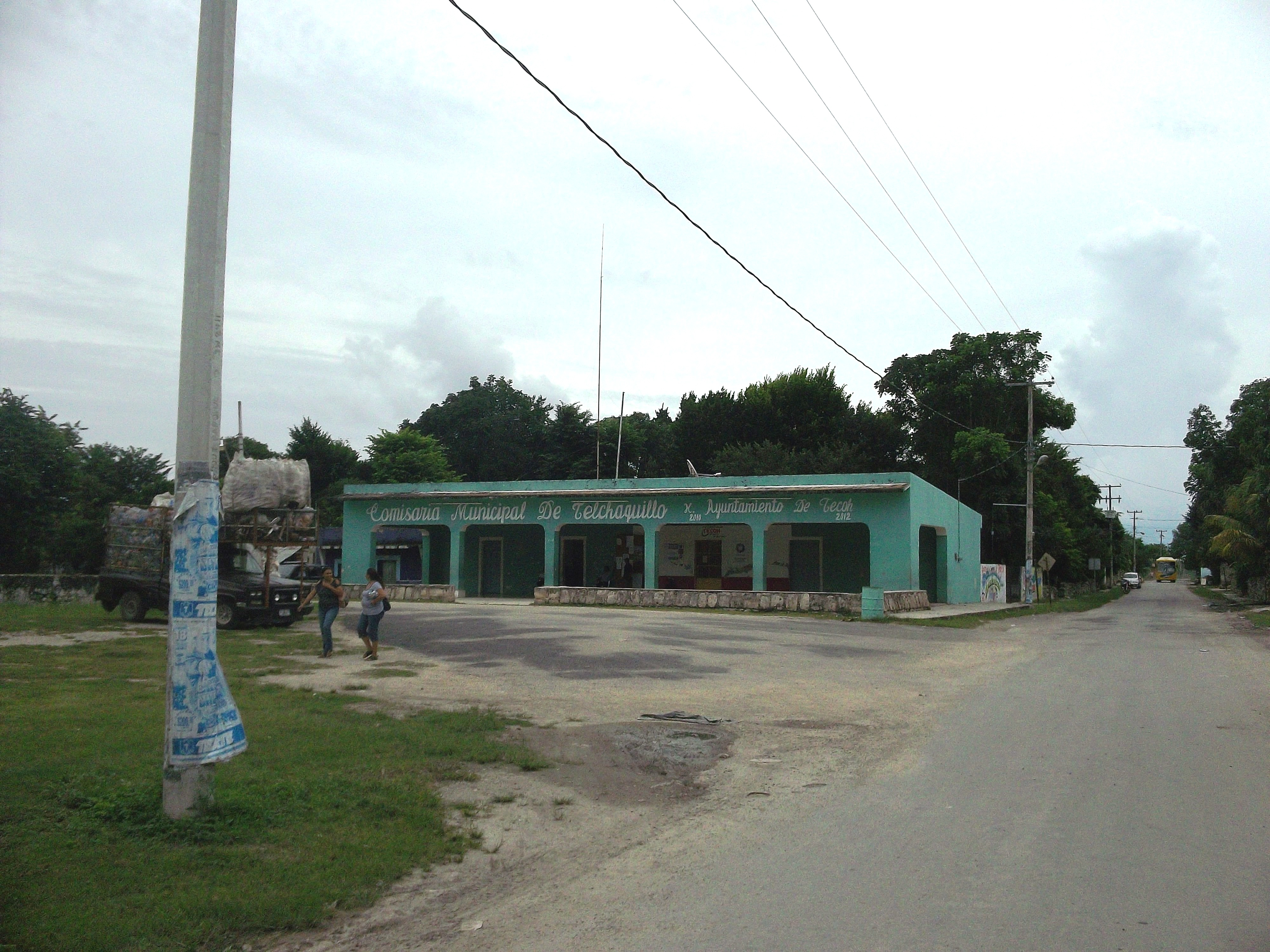
Casa comisarial
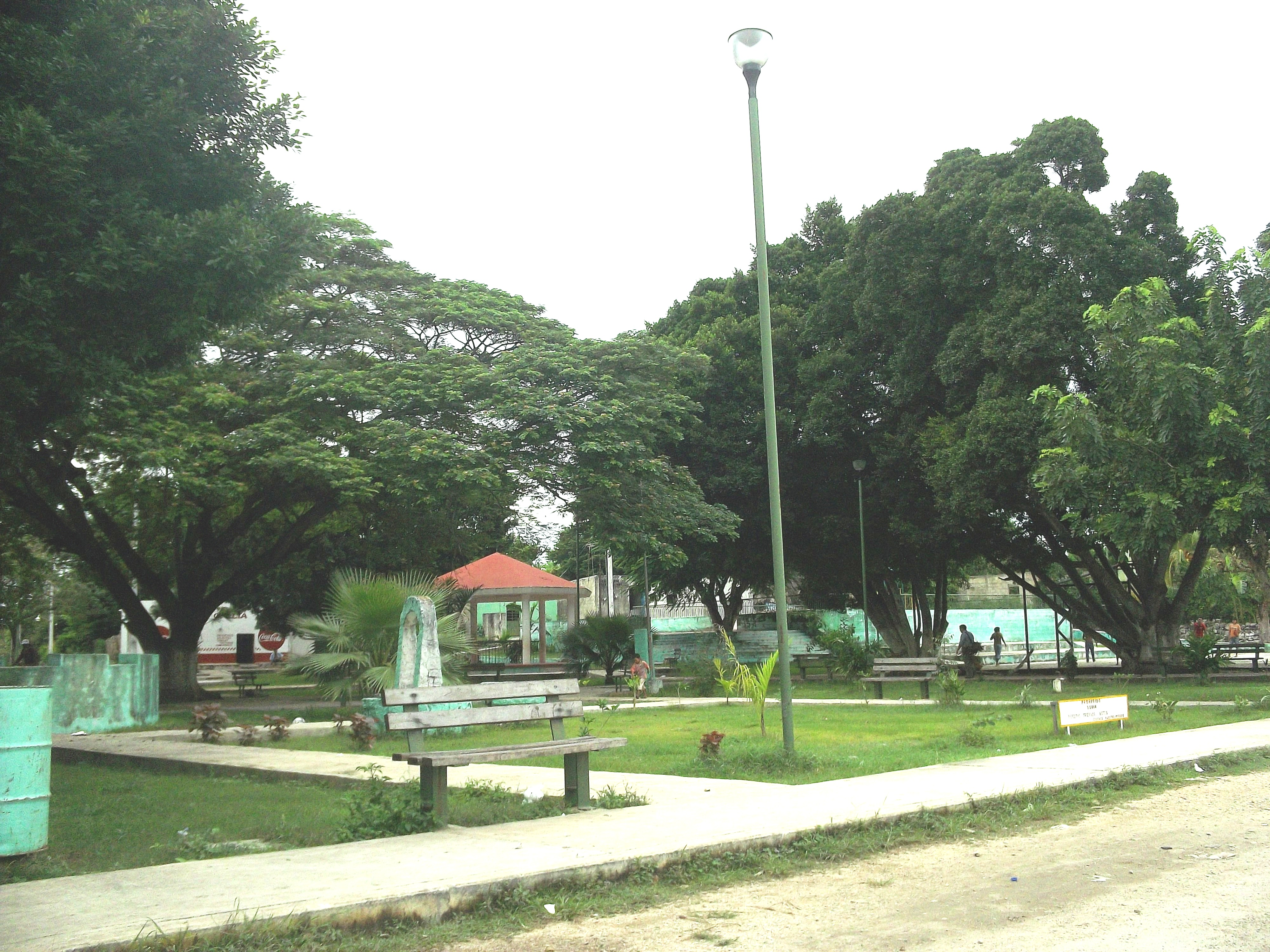
Parque principal.
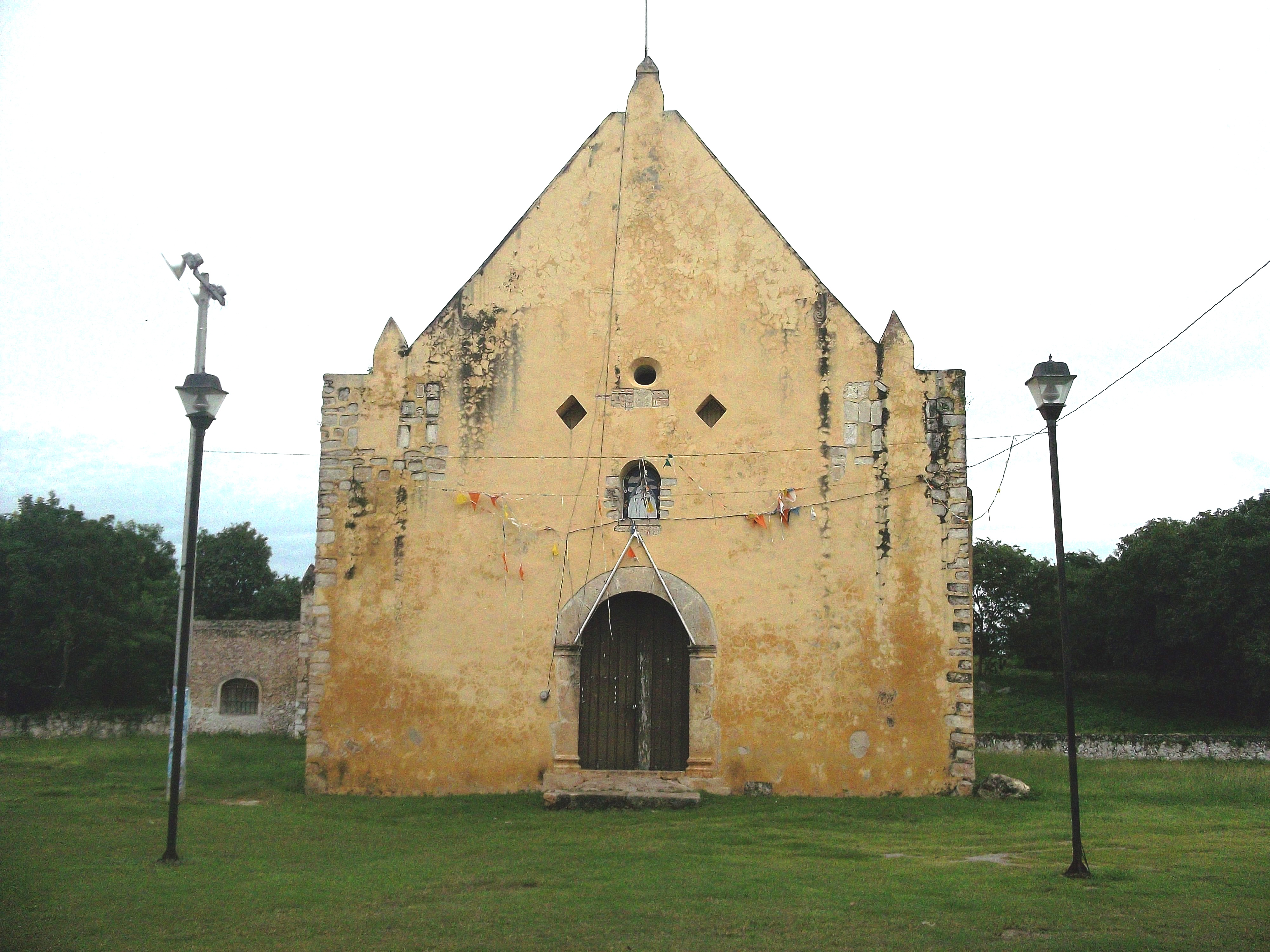
Iglesia.